# ヨハンナ・マリナ・フォン・ヘッセン
ヨハンナ・マリナ・エレオノーレ・フォン・ヘッセン・ウント・バイ・ライン（Johanna Marina Eleonore von Hessen und Bei Rhein, 1936年9月20日 - 1939年6月14日）は、ヘッセン大公家家長ゲオルク・ドナトゥス（ヘッセン大公エルンスト・ルートヴィヒの嫡男）とギリシャ王女セシリア（ツェツィーリア、愛称セシル）の長女。

## 生涯
ダルムシュタットで生まれた。1937年11月16日、叔父ルートヴィヒ・フォン・ヘッセン＝ダルムシュタットの結婚式のためロンドンへ向かっていた両親、兄ルートヴィヒとアレクサンダー、祖母エレオノーレ大公妃、更には母セシリアが身籠っていた胎児まで飛行機事故で失った。同行していなかったヨハンナだけが生き残った。
1歳2ヶ月で孤児となったヨハンナは、叔父ルートヴィヒとマーガレット夫妻に引き取られ、実子同様に育てられた。しかしわずか2歳6ヶ月で脳膜炎により急逝した。母方の祖母アリス・オブ・バッテンバーグは、「目を閉じて動かなくなったヨハンナは、同じくらいの年齢の頃のセシルとそっくりな顔だちをしていた。」とのちに回想し、三女の一家全てを失った悲嘆に暮れた。ヨハンナは、両親と兄たちの眠る、ダルムシュタットのローゼンヘーエ墓地に葬られた。叔父ルートヴィヒとマーガレットには、実子は生まれなかった。

## ヘッセン大公家の呪い
ヘッセン大公家には、悲惨な死を遂げた者がわずか100年ほどの間に続出したことから、「呪いの犠牲となった」とさえ言われた。ヨハンナの大伯母たち、ロシア皇后アレクサンドラ・フョードロヴナとエリザヴェータ・フョードロヴナ大公妃はいずれもロシア革命により1918年に処刑された。父方の曾祖母アリスと大叔母マリーは、2人ともジフテリアで亡くなった。大叔父フリードリヒは、開け放たれた窓から20フィート下の地面に誤って落下し、脳内出血により2歳で事故死した。父ゲオルクの姉エリーザベトは、8歳でウィルス性腸チフスで亡くなっているが、ロシア宮廷で毒入り料理を食べたのが原因だと広く噂された。1979年、ヘッセン大公家の血を引くルイス・マウントバッテン卿はIRAの仕掛けた爆弾により爆死している。